# Kosmisk kalender

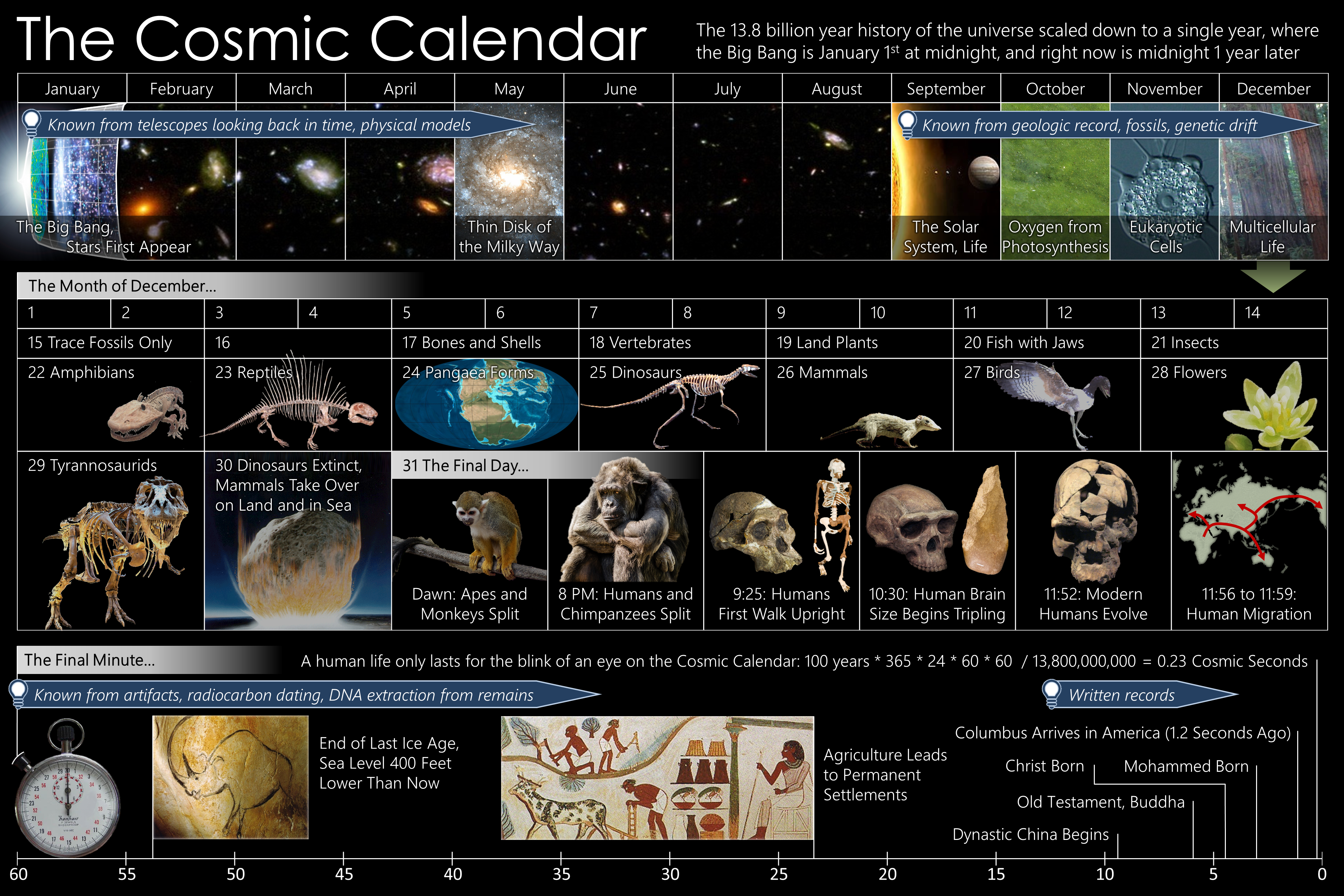
Kosmisk kalender.

En kosmisk kalender är ett sätt att bildligt demonstrera universums historia hela vägen från stora smällen fram till i dag. Sättet bygger på att hela tidslinjen målas upp som ett västerländskt kalenderår, där stora smällen inträffar den 1 januari och sista händelsen motsvarar 31 december. Inspirationen kommer från Carl Sagans bok Lustgårdens drakar.